# Linescio
Linescio es una comuna suiza del cantón del Tesino, situada en el distrito de Vallemaggia, círculo de Rovana. Limita al norte, este y sur con la comuna de Cevio, y al oeste con Cerentino.
La actual comuna de Linescio es el resultado de la escisión en 1858 de Linescio de la comuna de Cevio.

## Enlaces externos

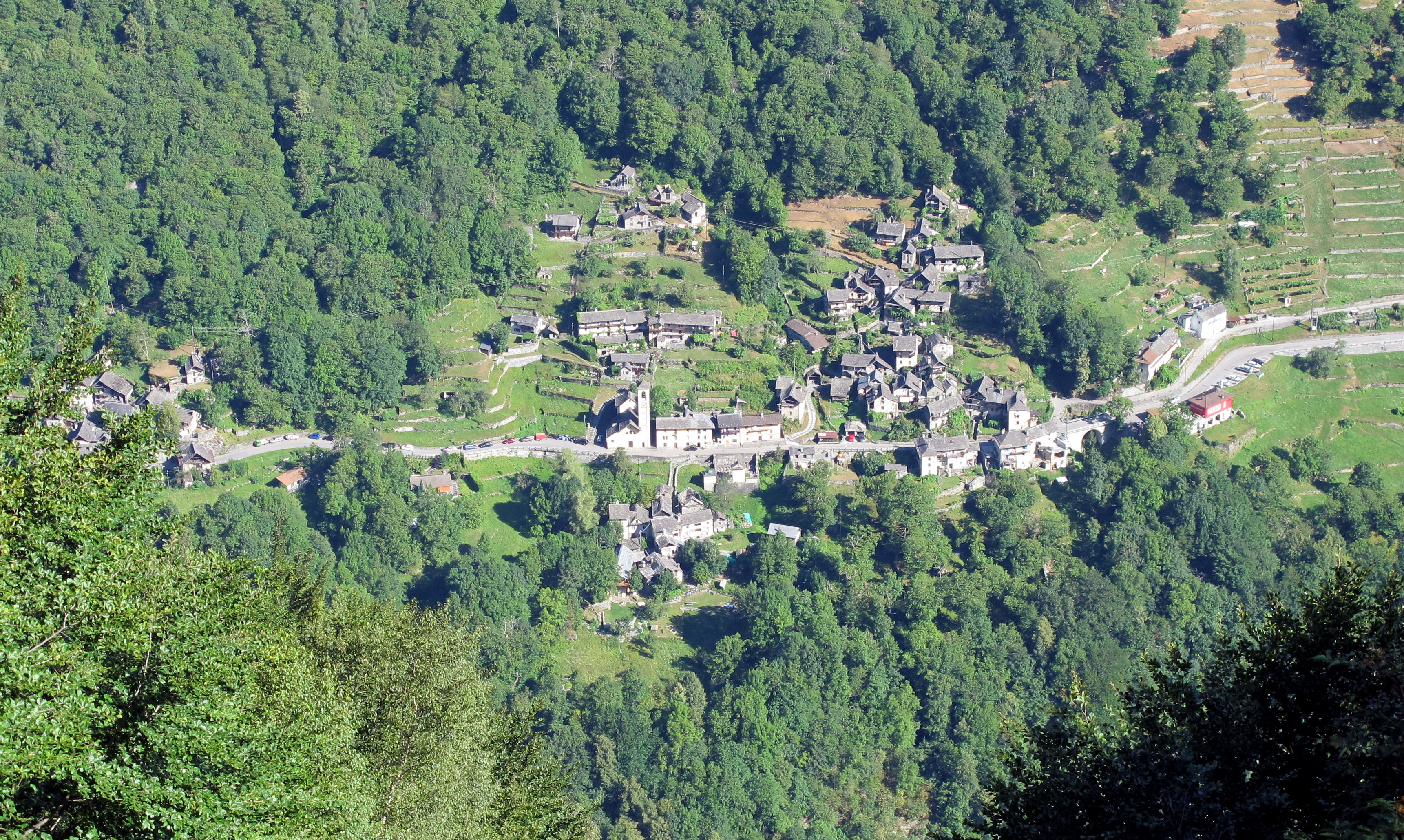
Linescio

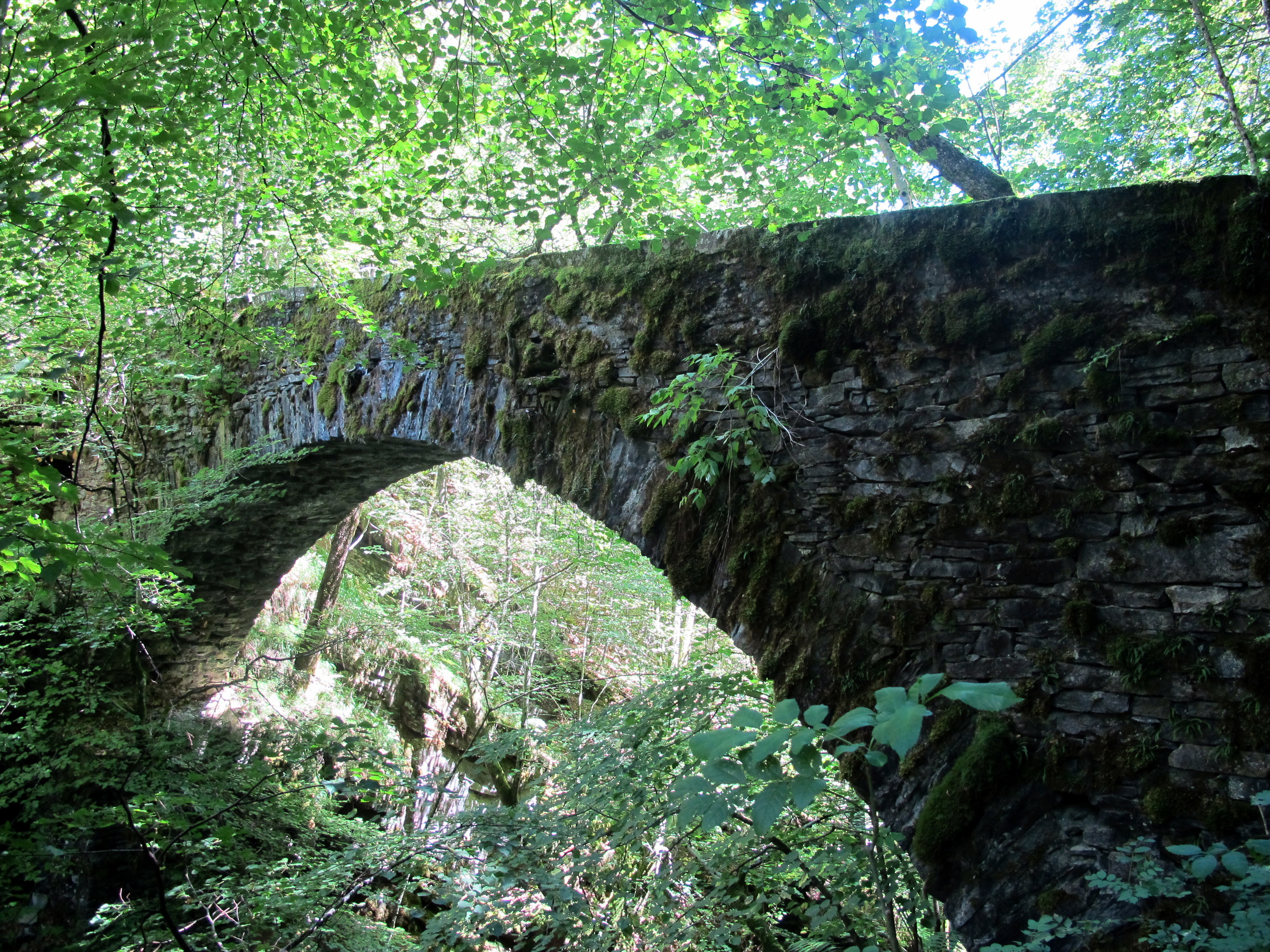
Puente sobre el río Rovana